# Evaniella rufidorsum
Evaniella rufidorsum är en stekelart som först beskrevs av Gyöö Viktor Szépligeti 1903.  Evaniella rufidorsum ingår i släktet Evaniella och familjen hungersteklar. Inga underarter finns listade i Catalogue of Life.